# Bitwa pod Białobrzegami
Bitwa pod Białobrzegami – część bitwy nad Bugiem. Walki oddziałów polskiej 17 Wielkopolskiej Dywizji Piechoty z sowiecką 62 Brygadą Strzelców w czasie II ofensywy Frontu Zachodniego Michaiła Tuchaczewskiego w okresie wojny polsko-bolszewickiej.

## Sytuacja ogólna
W pierwszej dekadzie lipca przełamany został front polski nad Autą, a wojska Frontu Północno-Wschodniego gen. Stanisława Szeptyckiego cofały się pod naporem ofensywy Michaiła Tuchaczewskiego.
Naczelne Dowództwo Wojska Polskiego nakazało powstrzymanie wojsk sowieckiego Frontu Zachodniego na linii dawnych okopów niemieckich z okresu I wojny światowej.
Sytuacja operacyjna, a szczególnie upadek Wilna i obejście pozycji polskich od północy, wymusiła dalszy odwrót wojsk polskich.
1 Armia gen. Gustawa Zygadłowicza cofała się nad Niemen, a 4 Armia nad Szczarę.
Obrona wojsk polskich na linii Niemna i Szczary również nie spełniła oczekiwań. W walce z przeciwnikiem oddziały polskie poniosły duże straty i zbyt wcześnie rozpoczęły wycofanie na linię Bugu.
Plan polskiego Naczelnego Dowództwa zakładał, że 1. i 4 Armia oraz Grupa Poleska do 5 sierpnia będą bronić linii Narew – Orlanka oraz Leśna – Brześć aby umożliwić przygotowanie kontrofensywy z rejonu Brześcia na lewe skrzydło wojsk Frontu Zachodniego Michaiła Tuchaczewskiego. Rozstrzygającą operację na linii Bug, Ostrołęka, Omulew doradzał też gen. Maxime Weygand.
3 i 4 sierpnia cofająca się znad Niemna 17 Dywizja Piechoty przekroczyła linię Bugu.

## Walki pod Białobrzegami
4 sierpnia 69 pułk piechoty obsadził front na odcinku Kosaki – Kiełpiniec. Odcinka frontu od Białobrzegów do Niecieczy bronił podporządkowany 17 DP 60 pułk piechoty z 15 Dywizji Piechoty, a w samych Białobrzegach obronę zorganizował 70 pułk piechoty.
Nocą z 4 na 5 sierpnia pod stanowiska polskie podeszły sowieckie pododdziały rozpoznawcze.
Rano pod Kamieńczykiem przeprawiła się przez Bug 56 Dywizja Strzelców, pobiła polski 60 pułk piechoty i wyszła na prawe skrzydło 70 pułku piechoty.
W tym czasie pod Białobrzegi podeszła sowiecka 21 Dywizja Strzelców.
W następnym dniu jej 62 Brygada Strzelców  uderzyła na stanowiska 70 pułku piechoty broniącego miasta i zmusiła go do odwrotu.
Dowódca 17 Dywizji Piechoty wyprowadził kontratak siłami II i III batalionu 70 pułku piechoty, odwodowego batalionu 69 pp oraz 155 pułku piechoty. Po ciężkiej walce miejscowość odzyskano. Oddziały polskie zdobyły 7 ckm i wzięły 60 jeńców. W ciągu dnia przeciwnik jeszcze kilkakrotnie nacierał na Białobrzegi i w godzinach popołudniowych ponownie opanował wieś. Interweniował II/68 pp i odbił miejscowość. Walki trwały do późnych godzin popołudniowych.
7 sierpnia 17 Wielkopolska Dywizja Piechoty otrzymała rozkaz opuszczenia linii Bugu, a w następnym dniu jej pułki zostały zluzowane przez 8 Dywizję Piechoty, załadowane na transporty kolejowe w Zieleńcu i przewiezione nad Wkrę do rejonu koncentracji 5 Armii gen. Władysława Sikorskiego.